# Кіт Мирон Григорович
Кіт Мирон Григорович (6 липня 1938, с. Черче, Рогатинський повіт, Станіславське воєводство, Польська Республіка — 1 лютого 2022, м. Львів, Україна) — український ґрунтознавець, кандидат географічних наук, почесний член Українського товариства ґрунтознавців і агрохіміків, член Українського географічного товариства та наукового товариства імені Тараса Шевченка. Колишній професор Львівського національного університету імені Івана Франка, кафедри ґрунтознавства і географії ґрунтів, географічний факультет.

## Біографія
Народився 6 липня 1938 року в селі Черче, тепер Рогатинського району Івано-Франківської області. В дитинстві не одноразово займав призові місця на районних та обласних олімпіадах з математики, а в 13 років вперше поїхав у Київ на нагородження олімпіади з географії. Закінчивши семирічну школу, поступив у Рогатинське педагогічне училище, яке закінчив на «відмінно» у 1956 році, отримавши диплом «з відзнакою». Після цього подав документи на географічний факультет Львівського державного університету імені Івана Франка, і був прийнятий на навчання.
З першого курсу навчання брав участь в експедиція з ґрунтових обстежень. Розпочавши дослідження ґрунтового покриву Турійського і Ковельського районів Волинської області в студентські роки, ним також проводились ґрунтові обстеження у Гребінківському, Пирятинському, Великокринківському районах Полтавської області, Яворівському районі Львівської і Міжгірському районі Закарпатської області. Першим об'єктом його дослідження були ґрунти господарства села Колодяжного Ковельського району Волинської області.
Закінчивши з відзнакою університет у 1961 році, Мирон Кіт був скерований на кафедру фізичної географії, якою завідував професор Каленик Іванович Геренчук. Почав свою трудову діяльність з посади лаборанта, здійснював метеорологічні спостереження, водночас займався ґрунтовими обстеженнями. У 1961 році він обстежував ґрунти Вологодської області, а в 1962 році — ґрунти Цілиноградської області Казахстану. Починаючи з 1961 року, Мирон Кіт впродовж майже 40 років постійно у своїх працях розвивав учення про клімат ґрунту як одну з нових дисциплін, яка в другій половині XX ст. почала формуватися на стику ґрунтознавства і кліматології. По суті, Мирон Кіт започаткував дослідження клімату ґрунтів і є відомим вченим у цій галузі науки.
Набувши достатнього досвіду в галузі метеорології, кліматології та агрокліматології, 1967 року перейшов на роботу в науково-дослідний сектор університету, де очолив ґрунтознавчу експедицію, а з 1968 р. став завідувачем лабораторії ґрунтово-географічних досліджень (НДЛ-50) НДЧ університету, яка займалась картографуванням ґрунтового покриву в різних природних зонах Радянського Союзу. За тридцять років досліджень, проведених ґрунтознавчою експедицією під керівництвом Мирона Кіта, обстежено понад 12,5 млн га земель в межах:
- Львівської, Волинської, Тернопільської, Хмельницької, Чернігівської, Закарпатської, Запорізької, Миколаївської та Одеської областей України;
- Оренбурзької, Пермської, Новосибірської областей, Алтайського та Красноярського краю, Бурятської автономної республіки Російської Федерації;
- Північноказахстанської, Кустанайської, Цілиноградської, Тургайської, Павлодарської, Семипалатиської, Карагандинської і Джезканзганської областей Казахстану.

Захист дисертації на тему «Клімат ґрунтів західних областей України», основою якої були матеріали польових досліджень і наукових експериментів 1961–1967 рр., частково доповнені матеріалами ґрунтових обстежень і даними Гідрометслужби в наступні роки, відбувся 1996 року в Одеському університеті імені Іллі Мечникова.
З 1997 р. — доцент кафедри географії ґрунтів. З 2005 р. — професор кафедри. У 2008 році Миронові Григоровичу присвоєно вчене звання професора кафедри ґрунтознавства і географії ґрунтів.
Тісно співпрацював з ученими Штутгартського і Марбурзького університетів ФРН у галузі ґрунтово-екологічної оцінки земель агроекосистем у басейні р. Дністер, виконуючи під патронатом ЮНЕСКО спільний проект “Трансформаційні процеси в екосистемах верхнього Дністра”. Спільно з вченими університету Марії Кюрі-Склодовської (Люблін, Польща) вивчав антропогенні трансформації ґрунтів Полісся.
Пішов на заслужений відпочинок на 54-му році праці на географічному факультеті (у червні 2014 року).
Помер 1 лютого 2022 року на 84-ому році життя.

## Основні напрямки науково-дослідної діяльності
Наукові напрямки проф. Мирона Григоровича Кіта досить різноманітні, зокрема, це клімат ґрунтів, меліорація земель, ґрунтознавство і географія ґрунтів, деградація ґрунту і консервація земель, екологія землекористування, морфологія ґрунтів, очолював виконання робіт з питань оцінки земель, вивчення агрофізичного і агрохімічного стану ґрунтів зони бурякосіяння України тощо. Серед основних напрямків слід відмітити:
- Клімат ґрунтів;
- Ґрунтово-географічні дослідження;
- Ґрунтово-меліоративні і ґрунтово-ерозійні дослідження;
- Деградаційні процеси і проблеми консервації земель;
- Екологія землекористування і ґрунтово-екологічна оцінка земель.

Опублікував понад 140 наукових праць, серед яких слід відзначити:
- Кіт М. Г. Агроекологічна оцінка особливо цінних ґрунтів Львівської області / М. Г. Кіт, О. В. Телегуз // Наукові записки Тернопільського національного педагогічного університету імені В. Гнатюка. Серія : Географія. – №2 (Випуск 32). – 2012. – С. 90–94.
- Кіт М. Г. Особливості карбонатного профілю дерново-карбонатних ґрунтів Розточчя, які знаходяться на різних стадіях еволюції / М. Г. Кіт, О. М. Підкова // Агрохімія та ґрунтознавство. – Харків, 2012. – № 77. – С. 47–51.
- Кіт М. Г. та ін. Стаціонарне дослідження площинного змиву в Передкарпатті. – Львів: Вища шк., 1976. – 138с.
- Кіт М. Г. Принципи і методи класифікації та районування клімату ґрунтів // Агрохімія і ґрунтознавство. Ґрунти – екологія – продовольство. – Харків, 1998. – Ч.2. – С. 92-93.
- Кіт М. Г. Педоклімат і еволюція ґрунтів. // Україна та глобальні проблеми: географічний вимір. – Київ-Луцьк, 2000. – Т.2. – С. 110-112.
- Кіт М. Г. Оскальпована земля чи сутінки безконтрольності // На своїй землі. – Львів, 2002. – С. 371-375.
- Kit M. G. Land crisis situations in mountain systems (by the example of Ukrainian Carpathians) // 2-nd Symposium Osterreich-Ukraine, Landwirdschaft – Wien, 1998. – P.21-22.
- Кіт М. Г. Морфологія ґрунтів. Основи теорії і практики: навчальний посібник. - Львів: Видавничий центр ЛНУ імені Івана Франка, 2008. – 230 с.
- Кіт М. Класифікація і районування ґрунтового клімату. / Мирон Кіт // Генеза, географія та екологія ґрунтів,Зб. наук.праць - Львів: Вид. центр ЛНУ імені Івана Франка, 2008. – с. 15-33.
- Телегуз О.Г. Техногенні ґрунти трас магістральних трубопроводів. Монографія./ О. Г.Телегуз, М. Г. Кіт — Львів: Вид. центр ЛНУ імені Івана Франка, 2008.
- Підкова О. М. Літолого-генетична зумовленість формування ґрунтового покриву Розточчя: монографія / О. М. Підкова, М. Г. Кіт. — Львів: Вид. центр ЛНУ імені Івана Франка,2010. — 246 с.